# Lipoproteine de densitate mică

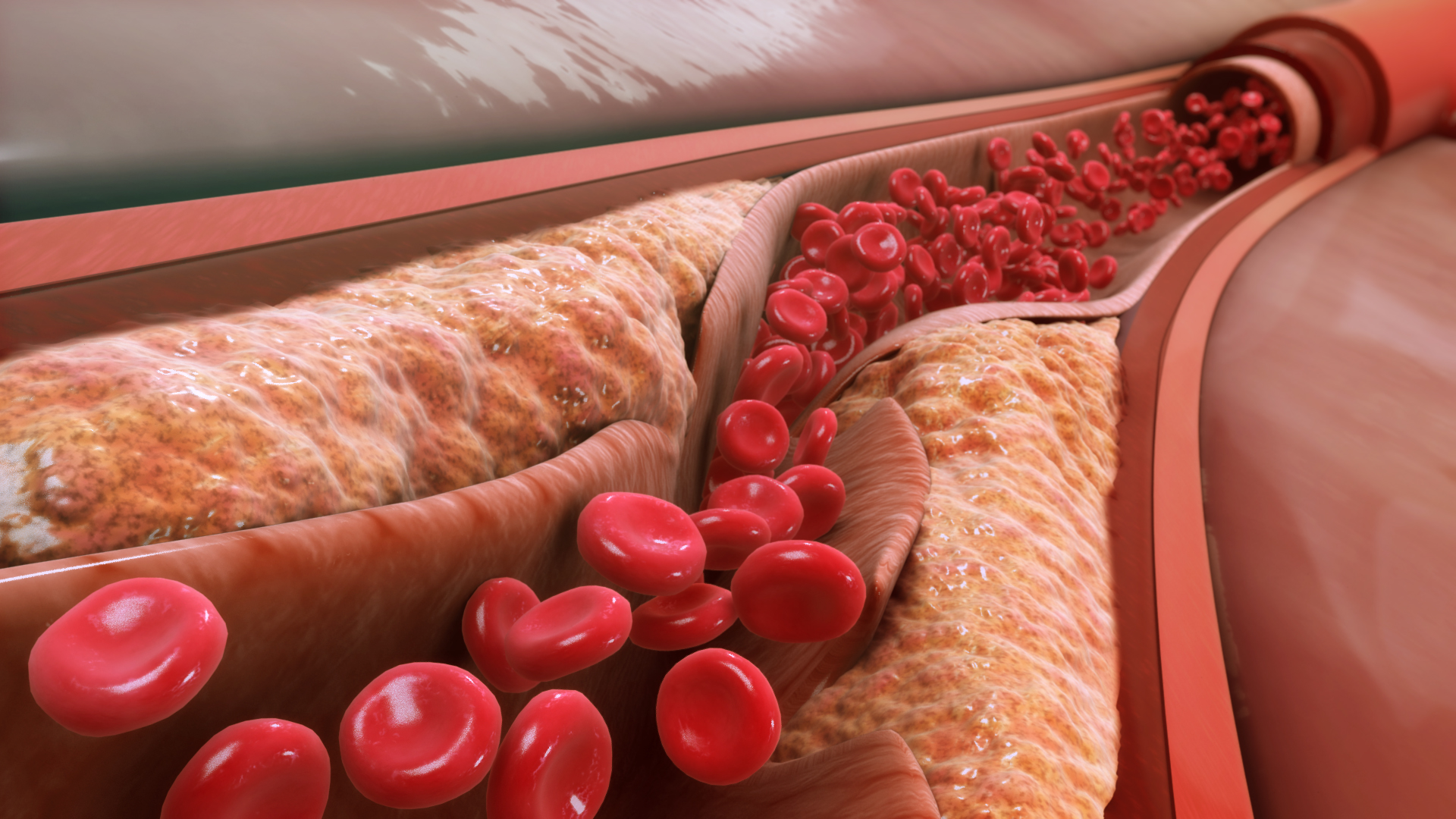
Nivelul LDL este în asociație directă cu progresia aterosclerozei și blocarea lumenului arterei, deoarece poate transporta colesterolul în vase de diametru mic. Dar LDL este, de asemenea, esențial pentru transportul lipidelor necesare menținerii vieții.

Lipoproteinele de densitate scăzută (LDL) consituie una dintre cele cinci grupări majore de lipoproteine care transportă moleculele de grăsime din corp pe cale sangvină.  Aceste grupări, în ordinea crescătoare a densității, sunt: chilomicroni (denumite și lipoproteine de densitate ultramică - ULDL), lipoproteine de densitate foarte mică (VLDL), lipoproteine de densitate intermediară (IDL), lipoproteine de densitate mică și lipoproteine de densitate mare (HDL). 

## Prezentare generală
Lipoproteinele transportă lipidele (grăsimile) prin lichidul extracelular, punându-le la dispoziția celulelor care le preiau prin endocitoză mediată de receptori.   Lipoproteinele sunt particule complexe compuse din mai multe proteine, de obicei 80–100 proteine per particulă (organizate de o singură apolipoproteină B pentru LDL și particulele mai mari). O particulă LDL are aproximativ 220-275 angstromi în diametru, transportând de obicei 3.000 până la 6.000 molecule de grăsime per particulă, variind în mărime în funcție de numărul și compoziția moleculelor de grăsime conținute.  Lipidele transportate includ toate toate tipurile de grăsimi: colesterol, fosfolipide și trigliceride (care sunt dominante); cantitățile fiecărei categorii variază considerabil.
Convențional, se consideră că nivelurile ridicate de LDL prezintă un risc crescut de boli cardiovasculare. Se crede că particulele LDL invadează endoteliul și se oxidează, deoarece formele oxidate ar fi mai ușor reținute de proteoglicani.  Această viziune a fost contestată ca fiind inexactă și bazată pe o metodologie de cercetare defectuoasă.  Problema rămâne controversată și intens dezbătută în literatura de specialitate.

## Biochimie

### Structura
Fiecare particulă LDL nativă permite emulsificarea grăsimilor, adică suspensia particulelor de grăsime în mediul lipoproteic, permițând acestora să se deplaseze în organism prin mediul apos extracelular. Fiecare particulă LDL conține o singură apolipoproteină B100 ( Apo B-100, o proteina care are 4536 de aminoacizi reziduuri și o masă de 514 kDa ), împreună cu 80 până la 100 de proteine auxiliare. Fiecare particulă LDL conține, în loc de nucleu, un mediu extrem de hidrofob, format din sarea unui acid gras polinesaturat, cunoscută sub numele de linoleat, și sute până la mii (aproximativ 1500 în medie) de molecule de colesterol esterificate și neesterificate. Totodată se găsește un număr variat de trigliceride și alte grăsimi. Acest mediu este înconjurat de un înveliș de fosfolipide și colesterol neesterificat (i.e. liber), precum și de o singură copie de Apo B100. Particulele LDL au o masă de aproximativ 3 milioane daltoni.  Deoarece particulele LDL conțin un număr variabil de molecule de grăsimi, există o distribuție a masei și dimensiunii particulelor LDL.  Determinarea structurii LDL a fost o sarcină grea datorită structurii sale eterogene. Recent a fost descrisă structura LDL la temperatura corpului uman și în stare nativă, la o rezoluție de aproximativ 16 angstromi, folosind microscopia crioelectronică. 

## Fiziologie
Particulele LDL se formează în urma îndepărtării trigliceridelor din VLDL de lipoprotein lipază (LPL), particulele VLDL devenind mai mici și mai dense (i.e. rămân mai puține molecule de grăsime în particulă, iar hidrofobia scade), crescând proporția de colesteril-esteri. 

### Transportul în celulă
Când o celulă necesită colesterol suplimentar (suplimentar față de producție internă a HMGCoA), sintetizează receptorii LDL necesari, precum și PCSK9, o proprotein-convertază care marchează receptorii LDL pentru degradare.  Receptorii LDL sunt introduși în membrana plasmatică unde se asociază cu indentații de clatrină. Atunci când receptorii LDL leagă particulele LDL din fluxul sangvin, indentațiile de clatrină fuzionează formând vezicule ce sunt endocitate în celulă.
Veziculele conținând receptorii LDL legați de LDL sunt livrați către endozom. În prezența pH-ului scăzut, precum cel existent în endozom, receptorii LDL suferă o modificare conformațională, eliberând particulele de LDL. LDL este apoi transportat către lizozom, unde colesteril-esterii sunt hidrolizați. Receptorii LDL sunt, de obicei, returnați membranei plasmatice, unde repetă ciclul. Dacă însă receptorii LDL se leagă de PCSK9, transportul receptorilor LDL este redirecționat către lizozom, unde sunt degradați. 

### Rolul în sistemul imunitar nespecific (înnăscut)
LDL interferează cu sistemul de detectare a cvorumului, care reglează în sus genele necesare pentru infecția invazivă cu Staphylococcus aureus. Aceasta se întâmplă prin comportamentul antagonist al apolipoproteinei B (partea a LDL) care leagă feromonul autoinductor S. aureus, prevenind semnalizarea prin receptorii de pe bacterii ai autoinductorilor. Șoarecii cu deficit de apolipoproteină B sunt mai susceptibili la infecția bacteriană invazivă. 

### Clasificarea LDL după dimensiuni/densitate
Particulele LDL pot fi grupate după dimensiune, care este invers proporțională cu densitatea: particulele LDL mari de densitate mică sunt descrise ca modelul A, iar particulele LDL mici de densitate mare reprezintă modelul B. Modelul B a fost asociat de unii cu un risc mai mare de boli coronariene.  :1–10 Se crede că acest lucru se datorează faptului că particulele mai mici penetrează mai facil endoteliul pereților arteriali. Conform unui studiu, dimensiuni de 19.0–20.5 nm au fost desemnate specifice modelului B, iar dimensiuni de 20,6-22 nm au fost desemnate specifice modelului A.  Alte studii nu au arătat deloc o astfel de corelație. 
Unele dovezi sugerează că corelația dintre boala coronariană și modelul B este mai puternică decât corespondența dintre aceasta și numărul LDL raportat în testele standard de profil lipidic. Testele pentru numărarea exclusivă a acestui subtip LDL (modelul B) sunt mai scumpe, și nu sunt disponibile pe scară largă. Astfel, testul comun al profilului lipidic este utilizat mai des. 
S-a observat, de asemenea, existența unei relații directe între nivelul de trigliceride și densitatea structurală a particulelor LDL. Cu alte cuvinte, un nivel mare de trigliceride este asociat cu un număr mai mare de particule LDL de mare densitate mare, iar un nivel mic de trigliceride este asociat cu un număr mai mare de particule LDL de densitate mică.  
Odată cu continuarea cercetărilor, scăderea costurilor, disponibilitatea mai mare și acceptarea pe scară mai largă a noilor metode de analiză a subclaselor de lipoproteine, inclusiv spectroscopia RMN, studiile continuă să confirme o corelație puternică între evenimentele cardiovasculare clinice și concentrațiile anumitor subclase de LDL, mai degrabă decât valoarea globală LDL. 

### LDL oxidat
Când LDL-ul are componente structurale modificare oxidativ, particula de LDL se numește LDL oxidat. Ca urmare a atacului radicalilor liberi, atât lipidele, cât și părțile proteice ale LDL pot fi oxidate în peretele vascular. Pe lângă reacțiile oxidative care au loc în peretele vascular, lipidele oxidate din LDL pot fi derivate și din lipidele dietetice oxidate.   Se știe că LDL oxidat se asociază cu dezvoltarea aterosclerozei și, prin urmare, este studiat pe scară largă ca factor de risc potențial al bolilor cardiovasculare.  Aterogenitatea LDL oxidat a fost explicată prin nerecunoașterea structurilor LDL modificate prin oxidare de către receptorii LDL, prevenind astfel metabolismul normal al particulelor LDL, și cauzând ca rezultat dezvoltarea plăcilor aterosclerotice.  Din materialul lipidic conținut în LDL, diferiți produși de oxidare a lipidelor sunt cunoscuți ca fiind specii aterogene supreme.  De asemenea, transportarea acestor molecule dăunătoare către țesuturile periferice este un alt mecanism prin care LDL poate crește riscul de ateroscleroză.  

## LDL în analizele de sânge
Testele de sânge raportează în mod obișnuit LDL-C: cantitatea de colesterol estimată a fi conținută în particule LDL, folosind ecuația Friedewald. În context clinic, estimările calculate matematic ale LDL-C sunt utilizate pentru a estima progresia aterosclerozei. Problema cu această abordare este că valorile LDL-C sunt deseori discordante atât cu măsurătorile directe ale particulelor LDL, cât și cu ratele reale de progresie a aterosclerozei.
Măsurătorile directe ale LDL sunt disponibile publicului larg, și relevă mai bine problemele individuale, dar sunt mai rar efectuate din cauza costurilor mai mari și disponibilității reduse (spre exemplu, în Statele Unite doar câteva laboratoare oferă astfel de analize). În 2008, Asociația Americană de Diabet (ADA) și Colegiul American de Cardiologie (ACC) au recunoscut măsurarea directă a particulelor LDL prin RMN ca fiind superioară pentru evaluarea riscului individual de evenimente cardiovasculare. 

### Profilul LDL prin formula Friedewald
În clinică, măsurătorile indirecte ale concentrației lipidelor sunt cele mai folosite nu datorită acurateții rezultatelor la nivel individual, ci datorită costurilor mai mici și disponibilității pe scară largă. 
Profilul lipidic nu măsoară direct nivelul LDL, ci îl estimează folosind ecuația Friedewald.   Pentru aceasta, este nevoie a se determina mai înainte colesterolul total, colesterolul HDL și trigliceridele plasmatice. Apoi se aplică următoarea formulă: 
{\displaystyle L\approx C-H-kT}
unde: L este colesterol LDL; H este colesterol HDL; C este colesterol total; T sunt trigliceridele; Iar k este o constantă determinată empiric, care ia valoarea 0,20 dacă cantitățile sunt măsurate în mg/dl, respectiv 0,455 dacă cantitățile sunt măsurate în mmol/l.
Există limitări ale acestei metode, în special faptul că probele trebuie obținute după 12-14 ore în care pacientul nu a mâncat, sau că LDL-C nu poate fi calculat dacă trigliceridele plasmatice depășesc 4,52 mmol/L sânge (400 mg/dL). Chiar și la niveluri ale trigliceridelor de 2,5-4,5 mmol/L, această formulă este considerată inexactă.  Cu timpul, s-au propus îmbunătățiri ale formulei de mai sus, ce se bazează pe parametrii obținuți pe baza datelor empirice, cu ajutorul regresiei.
Estimarea indirectă a LDL nu oferă informații privind concentrația particulelor de LDL, deoarece procentul diferitelor molecule de grăsime (colesterol) în particulele LDL variază semnificativ. Totuși, studiile au arătat că concentrația particulelor LDL și, într-o măsură mai mică, dimensiunea acestora, sunt corelate mai puternic cu rezultatul clinic individual (de exemplu, boli cardiovasculare) decât cantitatea de colesterol din particulele LDL, chiar dacă estimarea LDL-C este apropiată de valoarea reală. Cu alte cuvinte, concentrația de colesterol LDL poate fi scăzută, dar numărul de particule LDL să fie ridicat, fapt ce crește riscul bolilor cardiovasculare. Analog, concentrația de colesterol LDL poate fi mare, dar numărul de particule LDL să fie scăzut, fapt ce scade riscul bolilor cardiovasculare (față de aserțiunea ce s-a face doar pe baza LDL-c).

#### Limitele normale ale LDL
În SUA, Asociația Americană a Inimii, Institutul Național de Sănătate și Programul Educațional Național pentru Colesterol oferă un set de linii directoare pentru nivelurile de colesterol LDL a jeun (i.e. măsurat pe nemâncate), și riscurile corespunzătoare ale bolilor de inimă. Începând cu anul 2005, aceste linii directoare sunt:   
| Nivel mg/dL | Nivel mmol/L | Interpretare |
| ----------- | ------------ | --- |
| 25 la <50   | <1,3         | Colesterol LDL optim pentru adulți. La copii, peste acest nivel apar plăcile aterosclerotice.                                                                    |
| <70         | <1,8         | Colesterolul LDL optim, corespunzător unor rate mai mici de progresie a bolilor cardiovasculare, nivel țintă pentru persoanele suferinde de boli cardiovasculare |
| <100        | <2,6         | Colesterol LDL optim, corespunzător unor rate mai mici, dar nu zero, de boli cardiovasculare                                                                     |
| 100 la 129  | 2.6 la 3.3   | Nivel aproape de optim, corespunzător unor rate mai mari de apariție a bolilor cardiovasculare                                                                   |
| 130 - 159   | 3.3 la 4.1   | Nivel la limită, care corespunde unor rate mai mari de apariție a bolilor cardiovasculare                                                                        |
| 160 - 199   | 4.1 la 4.9   | Nivel ridicat de LDL, care corespunde unor rate mari de apariție a bolilor cardiovasculare                                                                       |
| > 200       | > 4.9        | Nivel LDL foarte ridicat, care corespunde unor rate foarte mari de apariție a bolilor cardiovasculare                                                            |

Cu trecerea timpului, nivelurile recomandate continuă să fie reduse deoarece reducerea LDL, inclusiv la niveluri anormale, s-a dovedit a fi cea mai eficientă strategie pentru reducerea ratelor de deces cardiovascular (la bărbați);  mult mai eficientă decât angioplastia coronariană/stentul coronarian sau operația de bypass. 

### Măsurarea directă a concentrațiilor de particule LDL
Există mai multe metode pentru măsurarea concentrațiilor și mărimii particulelor de lipoproteine. Dovezile arată că metodologia RMN (automatizată, de precizie îmbunătățită și implicând costuri mai reduse, dezvoltată de Jim Otvos și asociații) are ca rezultat o reducere de 22-25% a evenimentelor cardiovasculare în decurs de un an,  contrar afirmațiilor unor specialiști din industria medicală care credeau că superioritatea măsurătorii directe față de metodele indirecte consacrate este slabă. 

#### Intervalele optime
Concentrațiile de particule LDL sunt clasificate de obicei în percentile, <20%, 20-50%, 50-80%, 80-95% și> 95%, reprezentând grupuri de persoane care participă și sunt urmărite în studiul MESA, un studiu de cercetare medicală sponsorizat de către Institutul Național al Inimii, Plămânilor și Sângelui din Statele Unite.
| Percentila MESA | Particule LDL nmol/L | Interpretare |
| --------------- | -------------------- | --- |
| 0-20%           | <1.000               | Riscul cel mai scăzut de boli cardiovasculare, având concentrație scăzută (optimă) de particule LDL                                |
| 20-50%          | 1.000–1.299          | Risc moderat de boli cardiovasculare, având concentrație moderată de particule LDL                                                 |
| 50-80%          | 1.300-1.599          | Valoare la limita inferioară a riscului mărit de boli cardiovasculare (engl. borderline), având concentrație mare de particule LDL |
| 89-95%          | 1.600-2.000          | Risc ridicat de boli cardiovasculare, având o concentrație foarte mare de particule LDL                                            |
| > 95%           | > 2.000              | Risc foarte ridicat de boli cardiovasculare, având concentrație maximală de particule LDL                                          |

## Scăderea colesterolului LDL
| Mare, adică un risc de 20% sau mai mare de atac de cord în următorii 10 ani, sau un factor de risc extrem                        | 70  | 100 |
| Moderat ridicat, adică un risc de 10-20% de atac de cord în următorii 10 ani, și mai mult de doi factori de risc de atac de cord | 100 | 130 |
| Moderat, adică un risc de 10% de atac de cord în următorii 10 ani, și mai mult de doi factori de risc de atac de cord            | 130 | 160 |
| Scăzut, adică un risc mai mic de 10% de atac de cord în următorii 10 ani, și cel mult un factor de risc de atac de cord          | 160 | 190 |

Calea mevalonatului servește ca bază pentru biosinteza multor molecule, inclusiv a colesterolului. Enzima 3-hidroxi-3-metilglutaril coenzima A reductază (HMG-CoA reductaza) este o componentă esențială, efectuând prima dintre cele 37 de etape ale căii de producție a colesterolului.

### Farmaceutice pentru reducerea LDL(-C)
- Inhibitorii PCSK9, în studiile clinice, efectuate de mai multe companii, sunt mai eficienți pentru reducerea LDL decât statinele, inclusiv statinele singure în doză mare (fără ezetimib).
- Statinele reduc nivelurile ridicate de particule LDL prin inhibarea enzimei HMG-CoA reductază din celule, etapa limitativă de sinteză a colesterolului. Pentru a compensa scăderea disponibilității colesterolului, sinteza receptorilor LDL (inclusiv hepatici) crește, rezultând o scădere a particulelor LDL din sânge (și din mediul extracelular, în general).
- Ezetimibul reduce absorbția intestinală a colesterolului, de obicei fiind combinat cu statinele. [35]
- Niacina (vit. B3), scade LDL prin inhibarea selectivă a diacilglicerolului aciltransferazei 2 hepatice, reducând sinteza trigliceridelor și secreția VLDL prin receptorii HM74 [36] și HM74A sau GPR109A. [37]
- Anumiți inhibitori ai CETP (proteina de transfer ai esterilor de colesterol) au fost testați în îmbunătățirea concentrațiilor LDL, dar până acum, în ciuda creșterii dramatice a HDL-C, nu s-au obținut rezultate consecvente care să confirme efectul lor în reducerea evenimentelor de ateroscleroză. Dimpotrivă, anumiți inhibitori au crescut ratele mortalității în comparație cu placebo.
- Clofibratul este eficient în scăderea nivelului de colesterol, dar a fost asociat cu creșterea semnificativă a mortalităților prin cancer și AVC. [38] Alți fibrați, dezvoltați mai recent, de exemplu acidul fenofibric [39] au un comportament mai favorabil, și sunt promovați, în primul rând, pentru scăderea particulelor VLDL (trigliceridelor), nu a particulelor LDL.
- Unii tocotrienoli, în special delta și gamma-tocotrienolii, sunt promovați ca alternative, fără prescripție medicală, pentru tratarea colesterolului ridicat. În special, gamma-tocotrienolul pare a fi un inhibitor al HMG-CoA reductazei, putând reduce producția de colesterol. [40] Ca în cazul statinelor, această scădere a nivelurilor LDL intrahepatice poate induce o creștere a sintezei receptorilor LDL hepatici, scăzând în consecință nivelurile plasmatice de LDL. O problemă cheie rămâne compararea efectelor tocotrienolilor cu cele ale statinelor (care reprezintă în prezent tratementul standard).
- Fitosterolii sunt recunoscuți pe scară largă ca fiind eficienți în scăderea colesterolului LDL [41] deși nu există dovezi științifice privind efecte benefice asupra bolilor cardiovasculare (BCV). [42] Liniile directoare actuale pentru reducerea LDL recomandă o doză de 1,6-3,0 grame pe zi fitosteroli (Health Canada, European Food Safety Authority, FDA), o metaanaliză din 2009 demonstrând o reducere de 8,8% a colesterolului LDL la o doză medie de 2,15 gram pe zi. [43]

### Stil de viață
- Cea mai eficientă abordare pentru reducerea colesterolului LDL este reducerea depozitelor abdominale de grăsime (grăsimea viscerală), alături de reducerea grăsimii corporale totale.  S-a constatat că grăsimea viscerală, fiind mai activă metabolic decât grăsimea subcutanată, produce mai multe enzime (de exemplu, rezistină)  care măresc rezistența la insulină și concentrațiile circulante ale particulelor VLDL, crescând astfel concentrațiile de particule LDL și accelerând dezvoltarea diabetului zaharat.